# Marché aux poissons de Bruges

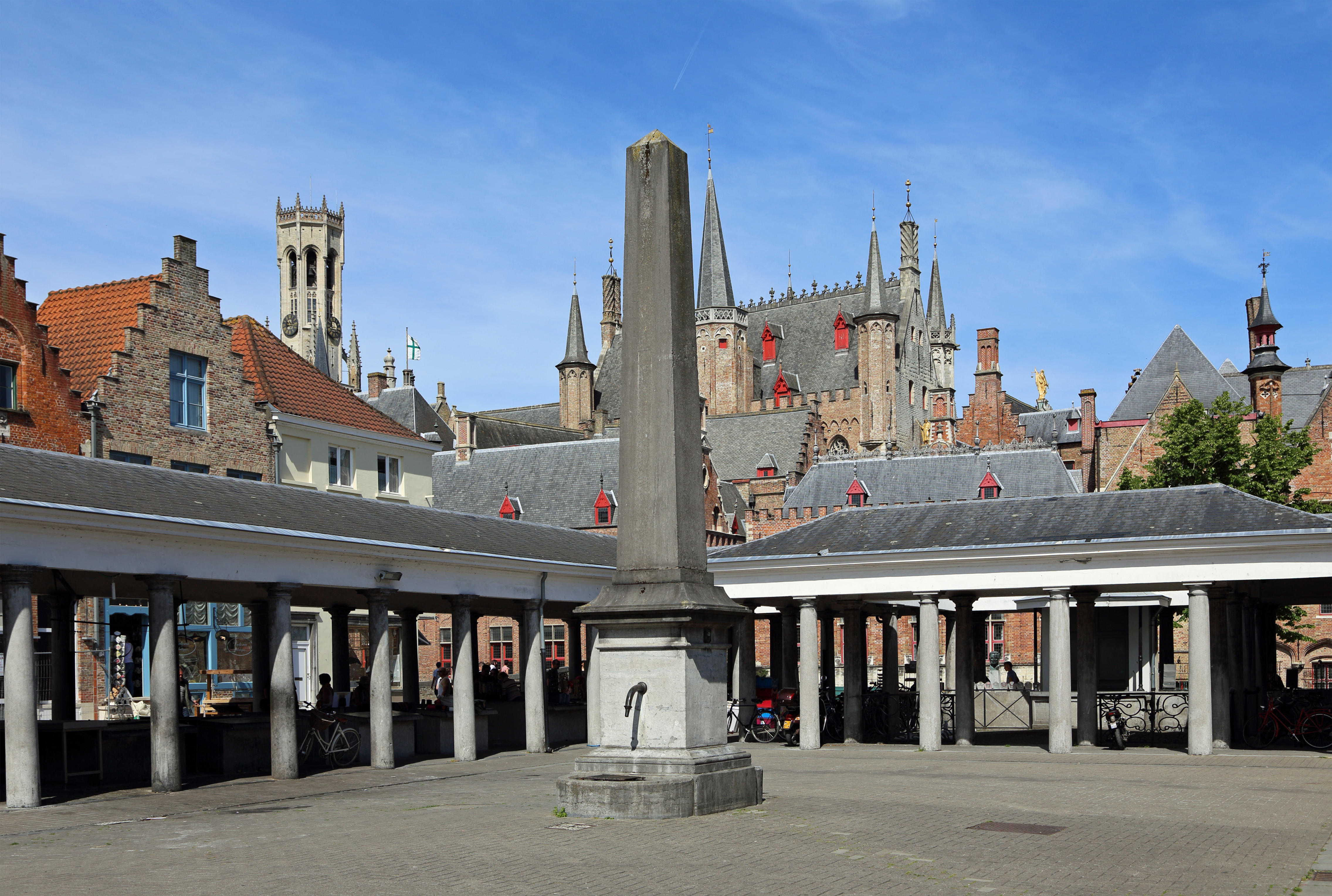
Marché aux poissons de Bruges, cour intérieure

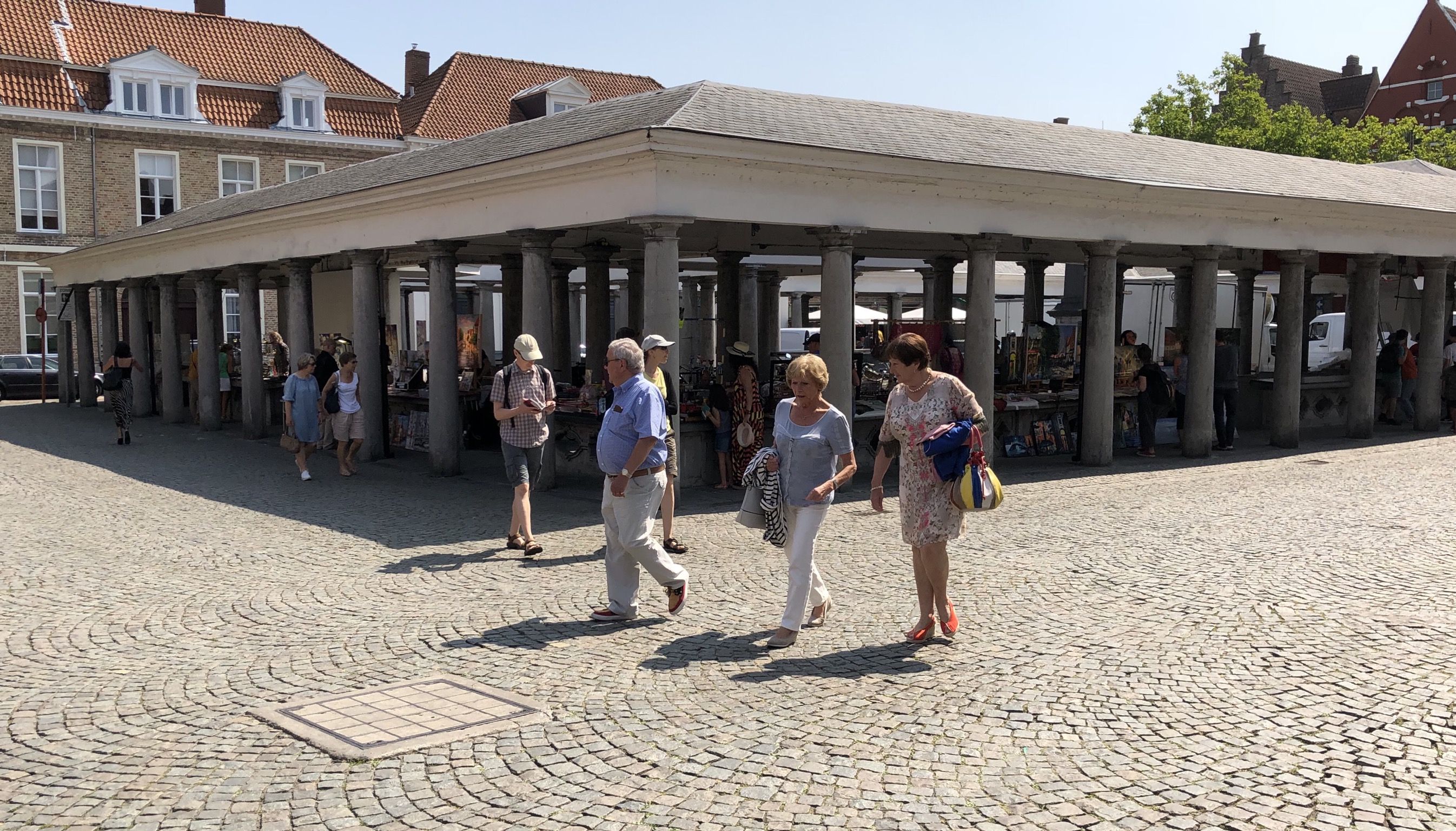
Vue du nord-ouest

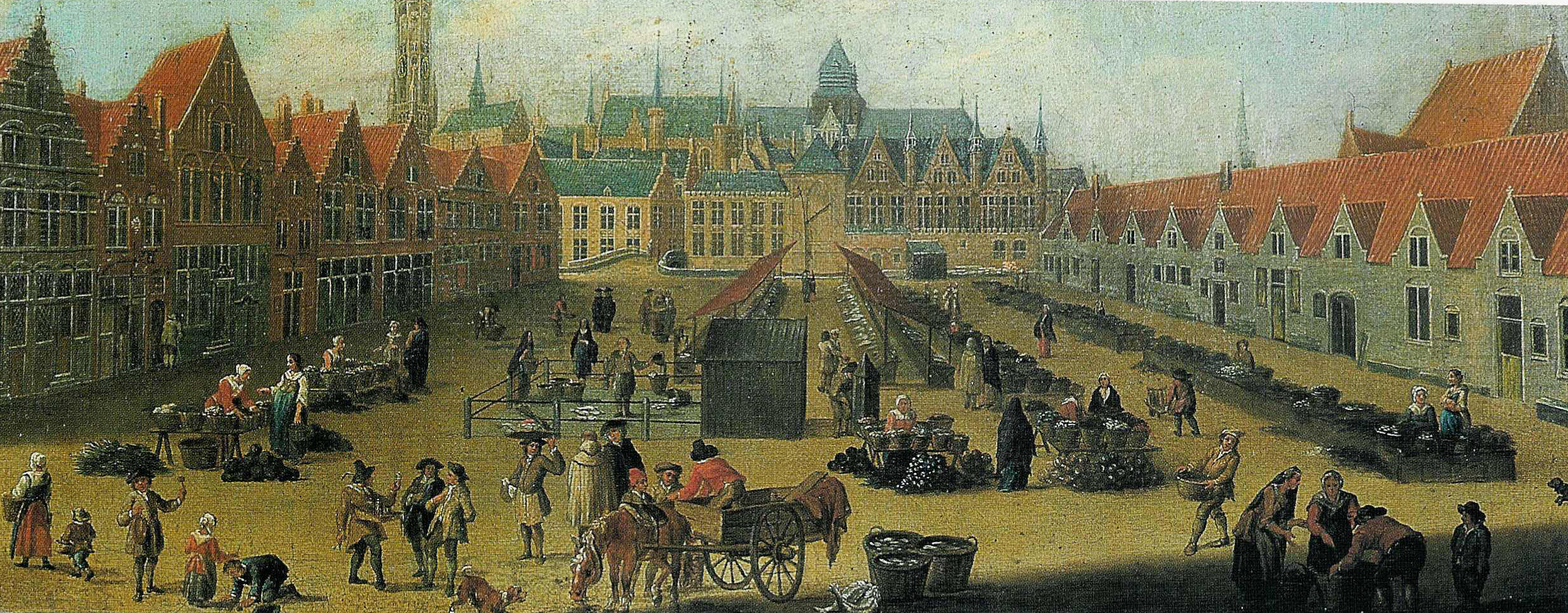
Marché aux poissons en 1750

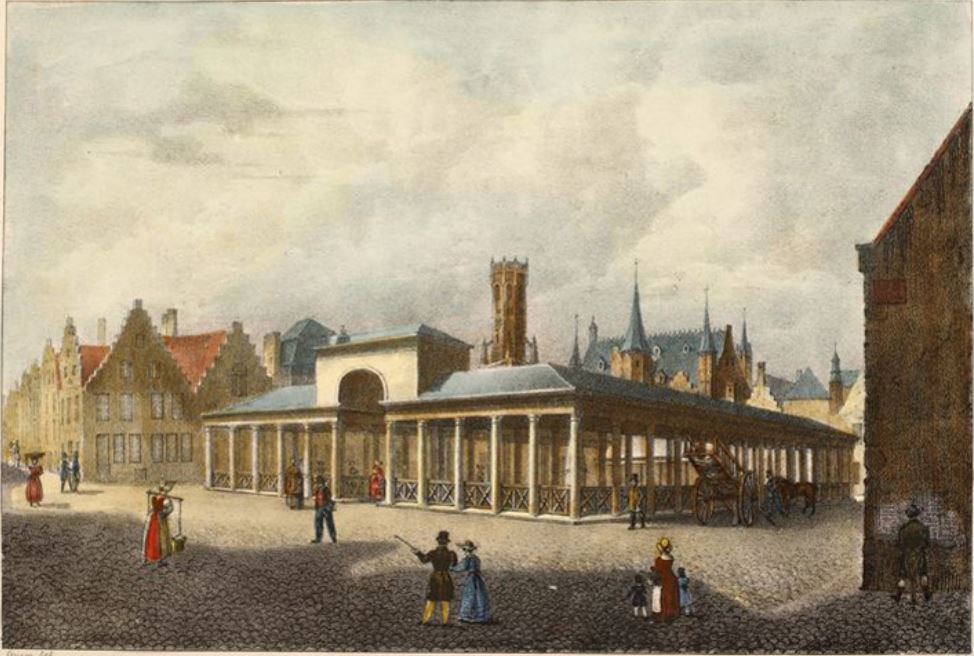
Côté sud sur une illustration de 1830

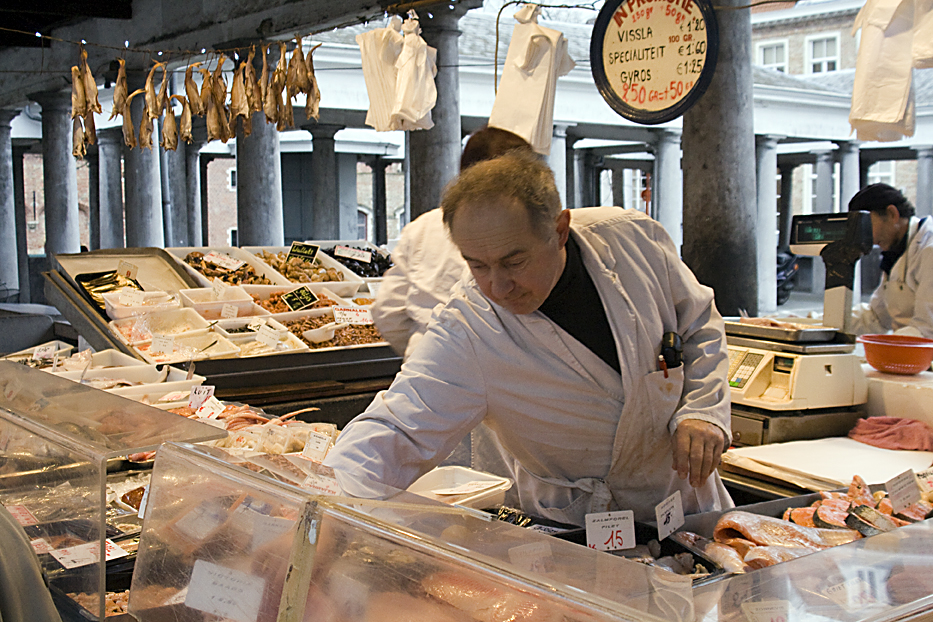
Stand de vente, 2007

Le marché aux poissons de Bruges (en néerlandais Vismarkt) est le marché aux poissons classé de la ville de Bruges en Belgique.
Tous les matins, sauf le dimanche et le lundi, des poissons sont vendus sur le marché.

## Emplacement
Le marché est situé au centre de la vieille ville de Bruges dans la rue Vismarkt. La rue Braambergstraat mène au sud, la rue Steenhouwersdijk et le Canal Groenerei au nord.

## Architecture et histoire
Le marché aux poissons de Bruges a été déplacé à son emplacement actuel en 1745, après qu'il s'est tenu auparavant sur la place du marché de Bruges, mais y a été perçu comme gênant à cause des odeurs. Dans les années 1820/21, le bâtiment du marché, qui occupe la place, a été construit selon un projet de l'architecte de la ville Jan-Robert Calloigne dans le style néo-classique. Une colonnade rectangulaire composée de 126 colonnes toscanes a été construite autour de la place. Côté sud, la colonnade est interrompue par une haute arche voûtée en berceau qui sert d'entrée. Initialement, des bancs en bois étaient aménagés dans la colonnade pour la vente du poisson, mais ceux-ci furent remplacés en 1852 par les bancs en pierre qui existent encore aujourd'hui. Au milieu de la cour se trouve une pompe à eau en forme d'obélisque.
Le marché aux poissons est le seul bâtiment public construit à Bruges pendant la période hollandaise de 1815 à 1830.
Le bâtiment est ouvert depuis le 5 décembre 1962 comme mémorial et est depuis le 14 septembre 2009 classé au patrimoine architectural.

## Littérature
- (de) Bob Warnier, Brügge, Sinsheim, Verlag Simon Sauer, 2017 (ISBN 978-3-940391-35-3).

## Liens web
- Vismarkt (néerlandais) sur Onroerend Ervgoed
- Vismarkt (néerlandais) sur inventaris.onroerenderfgoed.be/aanduidingsobjecten
- Vismarkt (marché aux poissons) sur www.visitbruges.be